# Дедуктивна логіка
Дедуктивна логіка — розділ логіки, в якому вивчаються способи міркування, що гарантують істинність висновку при істинності посилок. Дедуктивна логіка іноді ототожнюється з формальною логікою. Поза межами дедуктивної логіки знаходяться так звані правдоподібні міркування та індуктивні методи. У ній досліджуються способи міркувань зі стандартними, типовими висловами, ці способи оформляються у вигляді логічних систем, або обчислень.

## Сфера застосування дедукції
- Всі форми діяльності, в яких використовуються правила, норми, канони тощо
- Всі форми діяльності, в якій використовується математика і виробляються математичні розрахунки.

- Всі форми діяльності, в яких проводяться вимірювання.

Однією з найбільш характерних сфер життя, в якій дедуктивна логіка діє по максимуму, є юриспруденція. Коли закон прийнятий, то його дотримання ґрунтується насамперед на дедукції.
Наприклад:
1 За таке — то злодійство за законом належить таке — то покарання.
2 Іванов скоїв це злодійське діяння.
3 Отже, йому належить таке — то покарання.

## Умовні умовиводи
- Контрапозиція {\displaystyle {\frac {A\supset B}{\neg B\supset \neg A}}} Посилка: якщо A, то B. Висновок: отже, якщо не B, то не A. Наприклад, якщо тварина ссавець, то вона є хребетною. Отже, якщо яка-небудь тварина не є хребетною, то вона не є ссавцем.
- Складна контрапозиція {\displaystyle {\frac {(A\land B)\supset C}{(A\land \neg C)\supset \neg B}}.}
- Транзитивність {\displaystyle {\frac {A\supset B,B\supset C}{A\supset C}}.}